# Rhabdomys
Rhabdomys là một chi động vật có vú trong họ Muridae, bộ Gặm nhấm. Chi này được Thomas miêu tả năm 1916. Loài điển hình của chi này là Mus pumilio Sparrman, 1784.

## Hình ảnh

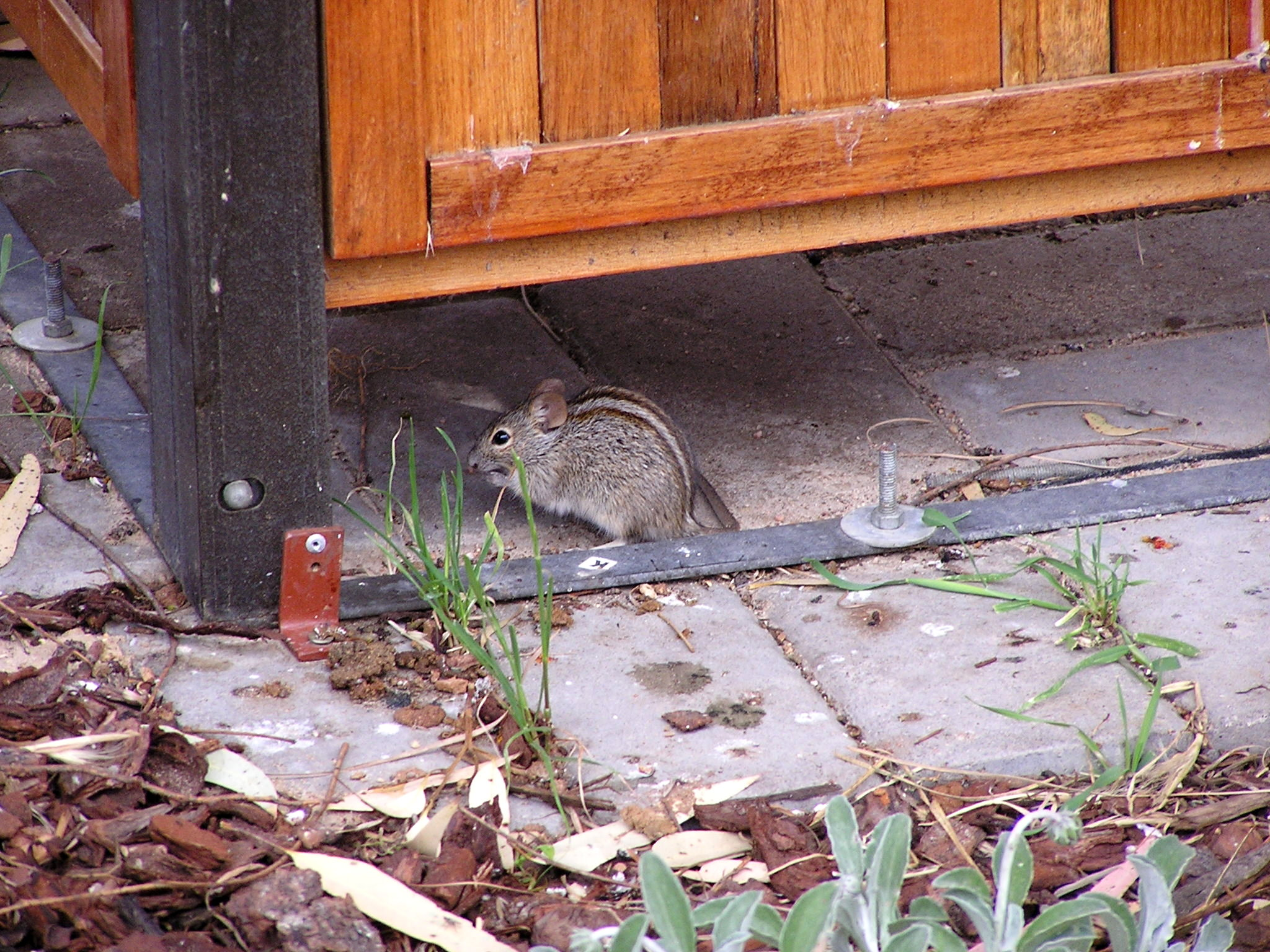

## Các loài
Chi này gồm các loài: